# 契苾明
契苾明（649年——696年），字若水，唐朝将领。契苾何力的长子。
契苾明襁褓时授上柱国，封渔阳县公。十二岁时，担任奉辇大夫。李敬玄征吐蕃，契苾明为柏海道经略使，以战功，进左威卫大将军。契苾何力去世后，契苾明袭封凉国公，赐锦袍、宝带。擢嫡子三品官。再转任鸡田道大总管，至乌德鞬山，诱使二万帐部落归附。武则天时，契苾明之妻及母亲临洮县主都赐姓武姓。默啜为后突厥可汗，攻灵州，武则天以薛怀义为朔方道行军大总管，以李多祚、苏宏晖为将，内史李昭德为行军长史，凤阁侍郎、平章事苏味道为行军司马，率朔方道总管契苾明、雁门道总管王孝杰、威化道总管李多祚、丰安道总管陈令英、瀚海道总管田扬名、曹仁师、沙吒忠义等十八将军兵出塞，见突厥军而还。契苾明官至左鹰扬卫大将军，兼贺兰都督，在凉州姑臧县去世，时年四十六岁，赠凉州刺史，谥靖。契苾明性情仁厚，好学，长于辩论。其子契苾耸，袭爵。弟弟契苾光，武则天时为右豹韬卫将军，为酷吏所杀；契苾贞，官至司膳少卿。